# Z223/224次列车
Z223/224次列车是中国铁路运行于中央直辖市重庆至西藏首府拉萨之间的直达特快旅客列车，自2006年7月2日起隔日开行，为铁道部首批开行的进藏列车之一，最初由成都铁路局成都客运段、重庆客运段、沈阳铁路局长春客运段负责客运任务；现客运任务由成都铁路局和青藏铁路公司担当：两局以西宁站为界，重庆西至西宁段由成都局重庆客运段拉萨车队担当，西宁至拉萨段由青藏公司西寧客運段成藏车队担当。列车使用25G型客车和25T型青藏高原版客车，沿兰渝铁路、兰青铁路、青藏铁路运行，全程3055公里，穿越重庆、四川、甘肃、青海、西藏三省一市一区。其中重庆西站至拉萨站运行35小时31分，使用车次为Z223次；拉萨站至重庆西站运行36小时，使用车次为Z224次。

## 历史

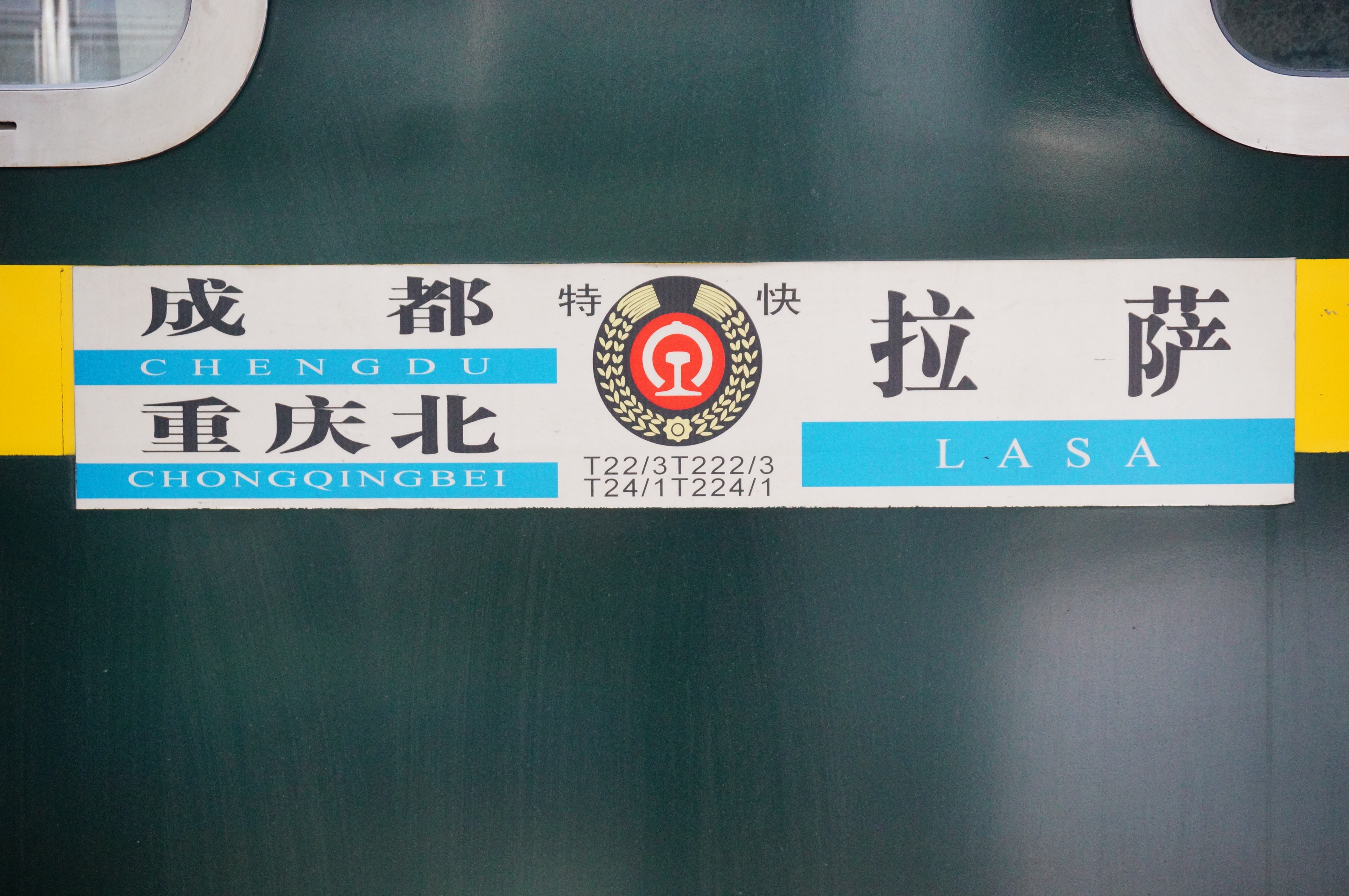
列车水牌（2014年）

2006年，历时5年建设的世界上海拔最高、线路最长的高原铁路――青藏铁路全线贯通，比原计划提前1年，西藏自治区正式结束不通火车的历史。初期铁道部共开行3对旅客列车，分别是北京至拉萨的特快列车，成都/重庆至拉萨的特快列车和西宁/兰州至拉萨的快速列车。其中重庆至拉萨的旅客列车于2006年7月2日起隔日开行，沿途在广安、达州、安康（技术停车，不办理客运）、西安、宝鸡、兰州、西宁、格尔木、那曲8个站办理客运业务。
2007年8月1日至10月20日，为适应旅游旺季青藏铁路客流增长的需要，并出于对客运列车的车体保护，重庆开往拉萨的T222/223、T224/221次列车，将在重庆—西宁与西宁—拉萨分段开行，车次全程贯通，旅客在西宁站整列换乘，但售票价格、售票方式以及购票方式都按原标准执行。
自2008年1月5日起，T222/223、T224/221次列车增加德令哈停站办理客运业务；自2012年3月18日起，T222/223、T224/221次列车运行起始站将从重庆站调整至重庆北站。T222/223次20:11由重庆北站发车，T224/221次9:27到达重庆北站，其余客运办理站时刻不变。
2016年2月起，该车次客运乘务和车底均交由沈阳铁路局负责，长春客运段负责其客运乘务，并于长春至北京西Z722/721次列车、北京西至拉萨Z21/22次列车套跑，套跑顺序为：Z722长春至北京西→Z21至拉萨→T224至重庆北→T222至拉萨→Z22至北京西→Z721至长春。
2016年5月15日，T224/221、T222/223次列車在宝鸡至重庆北间改经宝成线、兰渝线运行，车次将改为Z224/1/4、Z223/2/3次。
2017年4月16日开始，沈阳铁路局不再担当该列车，列车改由成都铁路局重庆客运段和青藏铁路公司担当：两局以西宁站为界，重庆北至西宁段由成都局担当，西宁至拉萨段由青藏公司担当，旅客在西宁站整列换乘。
2017年10月12日，列车在广元至兰州间由宝成、陇海线改经兰渝线运行，同時車次改為Z223/224次，運行時間大幅壓縮，重慶北至拉薩比此前提速6小时41分，拉薩至重慶北提速7小时23分。
2019年7月10日，配合重庆北站南广场改造，Z223/224次列车改為重庆西站始发终到。

## 列车编组

### 重慶西至西宁段
Z223/224次列车在重慶西至西寧區間使用直供電DC600V帶集便器的25G型客车，配屬成都鐵路局重慶車輛段，列車采取19节车厢编组，包括12节硬卧车、4节硬座車、2节软卧车以及1节餐车。
| 列车车厢编号 | 1-4          | 5-6          | 7          | 8-11         | 12-19        |
| 车型         | YW25G 硬卧车 | RW25G 软卧车 | CA25G 餐车 | YZ25G 硬座车 | YW25G 硬卧车 |

### 西宁至拉萨段
列车自开行之日起便使用南车青岛四方机车车辆股份有限公司制造的青藏高原版25T型客车，在西宁至格尔木区间采取15节车厢编组，包括8节硬卧车、4节硬座、2节软卧车以及1节餐车，定员载客930人。格尔木－拉萨区间则加挂1节空调发电车。这款客车是专门为青藏铁路运营针对青藏高原的特殊环境以及气候条件特别设计生产的高原铁路客车，设有全封闭的双层大玻璃、集便式厕所、航空气密技术及供氧装置等，采用墨绿色车身配以两道黄线的涂装，整体造价比普通客车高25%～30%。
| 列车车厢编号 | NA                      | 1-4          | 5-6          | 7            | 8-11         | 12-15        |              |              |              |              |              |              |              |              |              |              |
| 车型         | KD25T 空调发电车        | YW25T 硬卧车 | RW25T 软卧车 | CA25T 餐车   | YZ25T 硬座车 | YW25T 硬卧车 |              |              |              |              |              |              |              |              |              |              |
| 备注         | 只在格尔木-拉萨区间加挂 | 全程标准编组 | 全程标准编组 | 全程标准编组 | 全程标准编组 | 全程标准编组 | 全程标准编组 | 全程标准编组 | 全程标准编组 | 全程标准编组 | 全程标准编组 | 全程标准编组 | 全程标准编组 | 全程标准编组 | 全程标准编组 | 全程标准编组 |

## 机车交路

### 现行交路
| 车站区段               | 重庆西 ↔ 西宁                                     | 西宁 ↔ 格尔木                      | 格尔木 ↔ 拉萨                         |
| 本务机车 配属 司机更替 | 韶山7E型电力机车 兰局兰段 重慶/兰州司机在廣元輪乘 | 和谐1D型电力机车 青藏宁段 西宁司机 | NJ2型柴油机车双机 青藏格段 格尔木司机 |

### 歷史交路
| 车站区段               | 重庆北 ↔ 廣元                      | 廣元 ↔ 寶雞                        | 秦嶺 ↔ 寶雞（补机）              | 寶雞 ↔ 兰州                        | 兰州 ↔ 格尔木                      | 格尔木 ↔ 拉萨                         |
| 本务机车 配属 司机更替 | 和諧3C型电力机车 成局重段 重庆司机 | 韶山7D型电力机车 西局西段 寶雞司机 | HXD3型电力机车 西局新段 宝鸡司机 | 韶山7E型电力机车 兰局兰段 兰州司机 | 和谐1D型电力机车 青藏宁段 西宁司机 | NJ2型柴油机车双机 青藏格段 格尔木司机 |

## 事故
2013年8月16日4时10分，T221次（成都车辆段配属）运行至西安局襄渝线大竹园至紫阳间K362+460处，机后一位发电车起火，耽误本列2小时33分钟，于6时43分开车，构成铁路交通一般B4类事故。事故原因发电车2号柴油进组气缸拉伤，燃烧室高压高温气体窜入油底壳， 导致机油从加油口冲出后遇高温燃烧。该柴油机使用时间达23年，已超过使用18年的报废条件，且日常故障频发。党办发电车乘务员严重违反两纪，班中脱岗睡觉，没有听到烟火报警器报警，未能及时发现并采取措施阻止火情，导致发生事故，幸亏西安局机车乘务员和列车工作人员及时将失火发电车与其他客车车辆分离，才未造成更严重后果。定南车青岛四方机车车辆股份有限公司负主要责任，成都车辆段同等主要责任。

## 时刻表

### 現行时刻
- 数据截至2020年7月1日。

| Z223次 | Z223次 | Z223次 | Z223次 | 停靠站 | Z224次 | Z224次 | Z224次 | Z224次 |
| 里程   | 天数   | 到点   | 开点   | 停靠站 | 到点   | 开点   | 天数   | 里程   |
| ------ | ------ | ------ | ------ | ------ | ------ | ------ | ------ | ------ |
| 0      | 当日   | —      | 22:12  | 重庆西 | 06:40  | —      | 第三日 | 3055   |
| 171    | 次日   | 00:02  | 00:08  | 南充北 | 04:23  | 04:39  | 第三日 | 2884   |
| 359    | 次日   | 02:14  | 02:40  | 廣元   | 01:40  | 02:05  | 第三日 | 2696   |
| 868    | 次日   | 09:10  | 09:26  | 兰州   | 19:33  | 19:48  | 次日   | 2187   |
| 1084   | 次日   | 12:06  | 12:26  | 西宁   | 16:30  | 16:50  | 次日   | 1971   |
| 1601   | 次日   | 16:31  | 16:33  | 德令哈 | 11:37  | 11:41  | 次日   | 1451   |
| 1913   | 次日   | 19:17  | 19:42  | 格尔木 | 08:45  | 09:10  | 次日   | 1142   |
| 2733   | 第三日 | 06:06  | 06:11  | 那曲   | 21:59  | 22:05  | 当日   | 322    |
| 3055   | 第三日 | 09:55  | —      | 拉萨   | —      | 18:40  | 当日   | 0      |

### 历史时刻
| Z223/222次 | Z223/222次 | Z223/222次 | Z223/222次 | Z223/222次 | 停靠站 | Z224/221次 | Z224/221次 | Z224/221次 | Z224/221次 | Z224/221次 |
| 车次       | 里程       | 天数       | 到点       | 开点       | 停靠站 | 到点       | 开点       | 天数       | 里程       | 车次       |
| ---------- | ---------- | ---------- | ---------- | ---------- | ------ | ---------- | ---------- | ---------- | ---------- | ---------- |
| Z223       | 0          | 当日       | —          | 15:42      | 重庆北 | 13:46      | —          | 第三日     | 3394       | Z224       |
| Z223       | 165        | 当日       | 17:21      | 17:25      | 南充北 | 11:52      | 12:03      | 第三日     | 3229       | Z224       |
| Z222       | 353        | 当日       | 19:20      | 19:44      | 廣元   | 09:34      | 10:01      | 第三日     | 3041       | Z224       |
| Z223       | 703        | 次日       | 03:04      | 03:25      | 宝鸡   | 01:14      | 01:44      | 第三日     | 2691       | Z221       |
| Z223       | 1206       | 次日       | 09:10      | 09:27      | 兰州   | 18:19      | 18:34      | 次日       | 2188       | Z224       |
| Z223       | 1422       | 次日       | 12:07      | 12:27      | 西宁   | 15:19      | 15:39      | 次日       | 1972       | Z224       |
| Z223       | 1943       | 次日       | 16:35      | 16:37      | 德令哈 | 10:57      | 10:59      | 次日       | 1451       | Z224       |
| Z223       | 2252       | 次日       | 19:24      | 19:49      | 格尔木 | 08:05      | 08:30      | 次日       | 1142       | Z224       |
| Z223       | 3072       | 第三日     | 05:46      | 05:52      | 那曲   | 21:41      | 21:47      | 当日       | 322        | Z224       |
| Z223       | 3394       | 第三日     | 09:55      | —          | 拉萨   | —          | 18:20      | 当日       | 0          | Z224       |